# Parc naturel du Gaiziņkalns
Le Parc naturel du Gaiziņkalns (en letton: Gaiziņkalna dabas parks) est un parc naturel en Lettonie conçu pour protéger le Gaiziņkalns, point culminant du pays, et couvrant 20,26 km2. Le site est protégé depuis 1957 . 
Le parc est situé dans la municipalité de Madona en Vidzeme.

## Caractéristiques
La zone a été créée pour protéger le terrain vallonné et les lacs des hautes terres de Vidzeme, leurs valeurs naturelles et culturelles. 
Le parc naturel appartient au réseau Natura 2000 qui rassemble des sites naturels ou semi-naturels de l'Union européenne ayant une grande valeur patrimoniale. Le texte instituant la création du réseau Natura 2000, la Directive européenne « habitats faune flore » parle de sites naturels « d'intérêt communautaire », en se référant à la « valeur patrimoniale » des habitats. Dans le domaine de la conservation de la nature, on peut distinguer les habitats, la faune et la flore selon leur rareté : les habitats « d'intérêt régional » sont rares dans une région, mais peuvent être présents ailleurs en abondance. De même pour les habitats « d'intérêt national », puis « d'intérêt européen ». Le réseau Natura 2000 s'applique donc à protéger les sites écologiques rares au niveau européen, et représentatifs du patrimoine naturel des États membres de l’Union européenne, par la faune et la flore exceptionnelles qu'ils contiennent. Plus précisément, la Directive habitats dont est issue le réseau Natura 2000 a pour objectif la protection des habitats naturels, de la faune et de la flore. Bien que ces trois notions soient indissociables (protéger un habitat naturel permet de protéger la faune et la flore qui s'y trouvent), il serait inutile de protéger un habitat naturel sans se soucier des espèces qui y vivent, et vice versa, de s'assurer de la pérennité de telle ou telle espèce sans se préoccuper de l'état de l'habitat naturel qui les abrite.